# Neue Autorität
Die Neue Autorität ist ein pädagogisches Konzept, das darauf abzielt, Beziehungen zwischen Eltern, Erziehern und Kindern zu stärken und ein gewaltfreies, unterstützendes Umfeld zu schaffen. Entwickelt wurde die Neue Autorität durch den israelischen Psychologen Haim Omer und Arist von Schlippe in den 1980er Jahren als Antwort auf die steigende Anzahl von Herausforderungen in der elterlichen Erziehung und in pädagogischen Umgebungen. Das Konzept stand nach 2000 vielfach in der Kritik und konnte sich im deutschsprachigen Sprachraum nicht flächendeckend durchsetzen.

## Grundprinzipien
- Beziehungsaufbau: Zentral für die Neue Autorität ist der Aufbau einer starken, respektvollen Beziehung zwischen Erwachsenen und Kindern. Durch Empathie in der Kommunikation und gegenseitigen Respekt wird eine Atmosphäre des Vertrauens geschaffen, die die Grundlage für eine positive Entwicklung bildet.
- Präsenz und Verantwortung: Neue Autorität betont die Bedeutung von Präsenz und Verantwortung seitens der Erwachsenen. Sie sollen für die Bedürfnisse und das Wohlergehen der Kinder da sein und gleichzeitig klare Grenzen und Erwartungen setzen.
- Gewaltfreie Konfliktlösung: Neue Autorität lehnt physische oder emotionale Bestrafungen ab und fördert stattdessen gewaltfreie Konfliktlösungsstrategien. Die Erwachsenen werden ermutigt, ruhig und konsequent zu bleiben und Konflikte durch Gespräche und Dialog zu lösen.
- Gemeinschaftliche Unterstützung: Das Konzept der Neuen Autorität betont die Bedeutung von Unterstützung durch die Gemeinschaft. Eltern, Lehrer und andere Erwachsene arbeiten zusammen, um Kinder in schwierigen Situationen zu unterstützen und positive Veränderungen zu fördern.

## Umsetzung
Die Umsetzung der Neuen Autorität erfordert Zeit, Geduld und Engagement seitens der Erwachsenen. Sie sollen kontinuierlich an ihren Beziehungen zu den Kindern arbeiten, Kommunikationsfähigkeiten verbessern und sich selbst als Vorbilder für ein respektvolles und verantwortungsbewusstes Verhalten präsentieren.
Die Neue Autorität wird in verschiedenen pädagogischen Kontexten weltweit angewendet, darunter Schulen, Kinderbetreuungseinrichtungen und Familienberatungsstellen.

## Kritik
Einige Sozialwissenschaftler bezeichnen die Neue Autorität als eine rückwärtsgewandte Idee, die eine verloren geglaubte alte Autorität wiederaufleben lassen wolle. Sie versuche, die sowieso bereits vorhandene Asymmetrie in der Beziehung zwischen Lehrperson und Schülerinnen und Schülern zu festigen oder sogar zu verstärken. Der Ansatz bringe keine wesentlichen Neuerungen, sondern lediglich altbekannte Konzepte, die neu verpackt werden und deren Risiken bereits bekannt sind.
Der Sozialpädagoge Stefan Dierbach resümiert: „Durch die Selbstwahrnehmung des Erwachsenen als Opfer werden drastische Maßnahmen damit begründet, „keine andere Wahl“ zu haben. [...] So verständlich der Wunsch nach Vermeidung des Gefühls der Handlungsunsicherheit auch immer sein mag, so ungeeignet ist er als Ausgangspunkt für professionelles pädagogisches Handeln.“